# Algemene verkiezingen in Cambodja (1947)

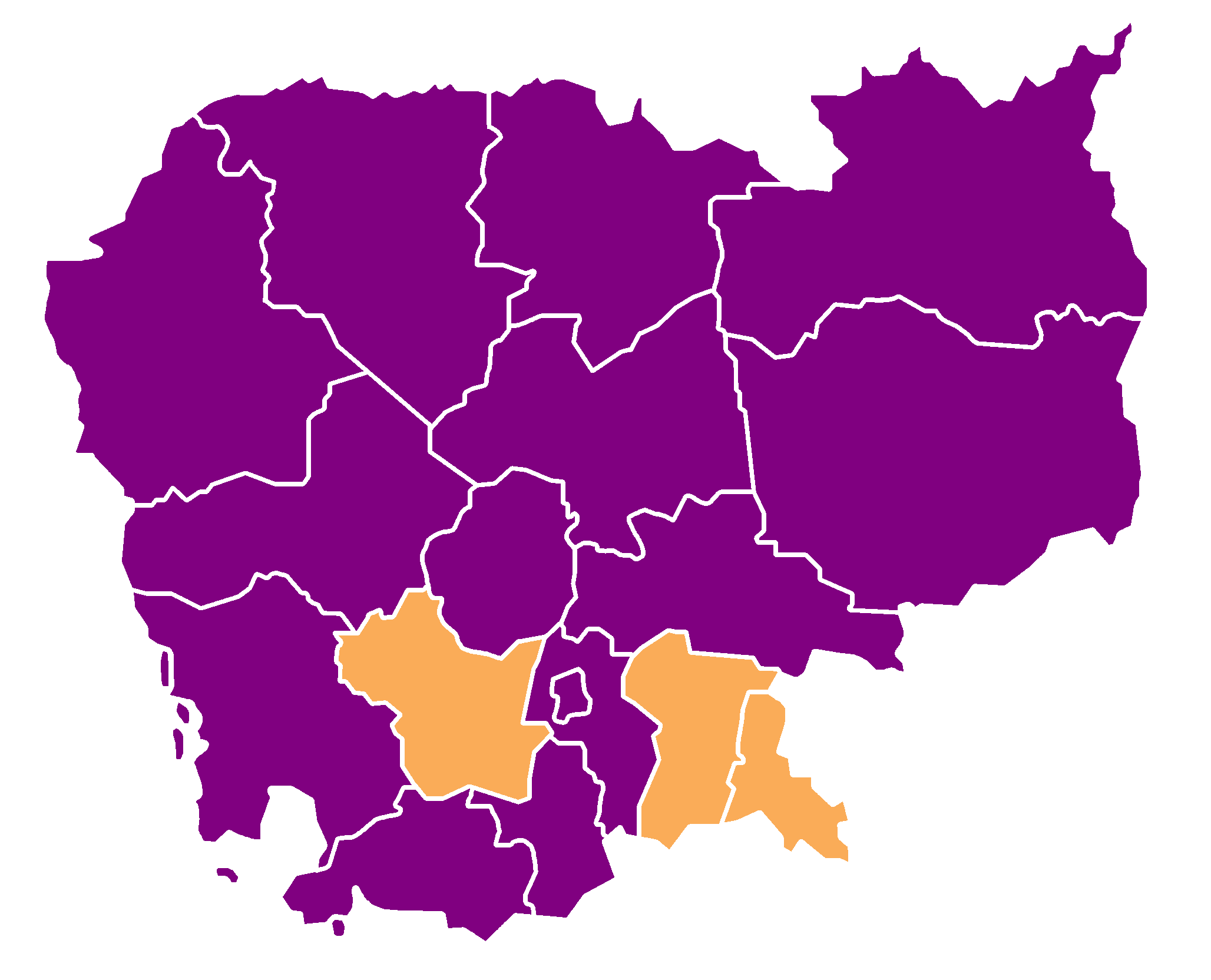
De verkiezingsuitslag in Cambodja (1947). Alle paarsgekleurde districten werden gewonnen door de Parti démocrate, de geelgekleurde districten werden gewonnen door de Parti libéral

De algemene verkiezingen in Cambodja van 1947 vonden op 21 december van dat jaar plaats en waren uitgeschreven omdat de grondwetgevende vergadering, gekozen in 1946, haar werk had voltooid. De nieuw aangenomen grondwet van Cambodja was naar Frans voorbeeld opgesteld en voorzag in een parlementair stelsel. De verkiezingen werden gewonnen door de progressieve Parti démocrate (PD) van prins Sisowath Watchayavong (1891-1972), die de in 1947 overleden prins Sisowath Youtevong (1913-1947) was opgevolgd als leider van die partij. De PD won 44 zetels in de Nationale Vergadering (58,66%). De gematigde en monarchistische Parti libéral (PL) van prins Norodom Norindeth (1906-1975) wist 21 zetels te winnen (28%). De conservatieve Démocrates progressistes, de nationalistische Parti de la Rénovation khmère en de Union nationale wisten geen zetels te winnen. Wel werden er nog 10 onafhankelijke kandidaten in de Nationale Vergadering gekozen. De opkomst lag rond de 61%

## Uitslag
| Partij              | Partij          | Zetels | %      |
| ------------------- | --------------- | ------ | ------ |
|                     | Parti démocrate | 44     | 58,66  |
|                     | Parti libéral   | 21     | 28,00  |
|                     | Partijloos      | 10     | 13,34  |
| Totaal              | Totaal          | 75     | 100,00 |
|                     |                 |        |        |
| Opkomst             | Opkomst         | 61,00  | 61,00  |
| Bron: Nohlen et al. |                 |        |        |